# インドネシア鉄道CC205形ディーゼル機関車
CC205形ディーゼル機関車（シーシー205がたディーゼルきかんしゃ、インドネシア語：Lokomotif CC205）は、エレクトロ・モーティブ・ディーゼル (EMD) の電気式ディーゼル機関車であるGT38ACeのクレタ・アピ・インドネシア（インドネシア鉄道会社、PT.KAI）における形式呼称である。

## 概要
老朽化したCC202形（EMD G26）の置き換えとして91両が作られ、全車両がスマトラ島で運行されている。当形式はインドネシアでCC206形（GE CM20EMP）に先駆けて、コンピュータ制御を取り入れた2形式のひとつである。 Gajah Sumatera（日本訳：スマトラの象）'という愛称を持つ。

### 導入経緯
PT.KAIは1986年からCC202形を運用していたが、老朽化による故障の頻発により後継機を選定を2011年から開始した。複数回の入札をうけて、EMDはPT.KAI向けに交流駆動技術を採用したディーゼル機関車の製造契約を締結した。

### 製造
2011年から2014年にかけて製造された車両は、オンタリオ州ロンドンの工場で製造された。その後は、インディアナ州マンシーの工場で製造されている。

### 形式区分
改番前は、CC 205 01 ～ CC 205 55 として割り振られたが、運輸省の命名規則の変更により落成時期によって改番が行われた。2021年に製造された三次車には（CC 205 21 01からCC 205 21 36）が割り振られた。
| 製造区分       | 製造年月 | 車番                  | 車番                        | 配置                    |
| 製造区分       | 製造年月 | 旧命名規則            | 新命名規則                  | 配置                    |
| -------------- | -------- | --------------------- | --------------------------- | ----------------------- |
| 一次車         | 2011年   | CC 205 01 - CC 205 06 | CC 205 11 01 - CC 205 11 06 | タンジュンカラン（TNK） |
| 二次車         | 2013年   | CC 205 07 - CC 205 50 | CC 205 13 01 - CC 205 13 44 | タンジュンカラン（TNK） |
| 二次車（補填） | 2014年   | CC 205 51 - CC 205 55 | CC 205 14 01 - CC 205 14 05 | タンジュンカラン（TNK） |
| 三次車         | 2021年   | N/A                   | CC 205 21 01 - CC 205 21 36 | タンジュンカラン（TNK） |
| 四次車         | 2025年   | N/A                   | N/A                         | N/A                     |
| 四次車         | 2026年   | N/A                   | N/A                         | N/A                     |

## 車両概説

### 牽引能力
片側牽引モードで48両以上の石炭ホッパー車、両側牽引モードでは80両以上の石炭ホッパー車の牽引が可能である。交流駆動技術により、2,200馬力以上の出力（既存形式のCC202形以上）と、最大450kNの始動牽引力を発揮する。既存形式よりも高出力であるが、南スマトラ州とランプン州の多くの駅では貨物ヤードの長さに制限があるため、60両以上は停車させることが不可能である。
導入初期は、35～45個の石炭ホッパー車を牽引する能力を発揮し、CC204形またはCC202形の重連運転による貨物列車の代替として活躍した。2011年から2013年の間は当形式の運行台数が少なかったため、機関車1両による牽引列車として運用された。2013年から重連運転による多重ユニット制御が導入され、急勾配で牽引を容易にした。これにより通常50～60両の石炭ホッパー貨車による貨物列車を担当している。 
他の機関車とは異なり、EPA Tier 2排出ガス規制を満たしており、電子燃料噴射システムと排気システムの改良を施した最新世代のEMD 710G3エンジンを採用し、最大25%の効率向上を実現した。最高速度は時速80キロメートルであるが、通常は貨物列車を牽引するため、時速30～60キロメートルで運行される。積載トン数が同じであれば、CC202形2両による重連にすることで、3両編成のCC202形の60両編成の石炭ホッパー貨車による貨物列車の代走が可能である。1つのホッパー貨車の最大積載量は50トンであり、 クレタパティ・プラブムリ線の平坦区間では、一両による牽引で改造コンテナを搭載した58台のフラットカーを牽引する試験が実施された。2025年と2026年に導入される予定の四次車では、クレタパティ車両基地（パレンバン）に配置され、民間の石炭貨物列車を牽引する予定である。

### 塗装
外観には南スマトラ地域のCC201形・CC202形と同様に、インドネシア鉄道会社が1990年代に採用した赤と青の独特な塗装が採用されている。運転台では、旧式のサイドコントローラーから、EM2000コンピュータシステムとデジタルディスプレイを備えたより現代的なものに交換された。インドネシアで初めて自動エンジン始動停止（AESS）システムも採用しており、燃料消費量において最も効率的である。CC202形と同様に、ネイサン社製のエアチャイムKS-1単音ホーンも装備される。

## 補填と追加増備
2014年、PT. KAIはEMDから補慎として5両が受領した。これらは44両が予定外の納入遅延による責任追及として、EMDから無償で納入されたものである。これにより全55両となり購入50両・補填5両となった。全車両がスマトラ島で石炭列車の牽引に使用される。
2020年4月16日、PT.KAIはプログレス・レール社と36両の追加製造の契約を締結した。36両はPT KAIの南スマトラの石炭輸送に投入され、運用されている50両以上のCC205形機関車に加わる。機関車の納入は2021年後半に予定され。2021年6月19日、2021年6月26日、2021年9月22～24日にインドネシアのランプンのパンジャン港に到着した。 
PT KAIは2024年2月15日、プログレス・レール社と54両の追加購入契約を締結した。2025年4月から2026年4月にかけて段階的に納入される予定である。 

## 事故
- 2015年6月15日、ババランジャン号（KA3029列車）が、メトゥール駅に進入するために信号待ちをしていたKA3027列車の後部車両に衝突した。衝突の結果、衝突されたKA3027列車の客車の2両（車両番号：46 と 47) が破壊され、客車一両（45）に乗り上げた。また、KA 3029列車の機関車2両 (CC 205 13 41 と CC 205 13 10) は、物理的には軽微な損傷をだったが、コンピュータシステムに重大な損傷を受けて、修理のためラハト車両工場へ送られ、2019年に運行を再開した[13][14][15]。
- 2015年10月6日、ババランジャン号（KA3026列車）が、ネゲリ・アグン駅で停車中のKA3024列車の後部車両に衝突した。死者は出なかったが、衝突の結果、KA 3026機関車に衝突されたKA 3024列車は17車軸が損傷・脱線し、後続のKA3026列車の機関車2両（CC 205 13 15とCC 205 13 26）と2両の客車も20車軸が脱線し、当駅の線路設備も損傷した。脱線した2本の列車の救助作業は2015年10月7日19時22分に完了したが、列車の運行が中止された[16][17][18]。事故に巻き込まれた機関車は大きな損傷を受けていたため、2018年にプログレス・レールに送られ、2020年にランプン州へ返却された。2021年5月4日より運用に復帰した。

- 2021年12月11日、ババランジャン号の2本の列車、すなわち機関車CC 205 14 04とCC 205 21 04が牽引するKA3061列車が、ペナンギラン駅構内に停車していた列車3055号の後部車両に衝突した[19][20]。その結果、3055列車の8両の無蓋車と3061列車の機関車と2両の無蓋車が40車軸脱線して転覆した。この事故で死者は出なかったが、事故の影響でセレロ号とシンダン・マルガ号の2本の旅客列車が運休となった[21]。
- 2022年1月4日、ババランジャン号（KA3021A列車）の機関車がタラハン駅に向けて出発中にゲドゥングラトゥ駅の配電盤で脱線した。それぞれ1軸が脱線した、CC 205 11 04とCC 205 13 03の復旧作業には、ジャッキを使用して1時間かかった。死者は出なかったが、列車の運行は2時間にわたって混乱し、ラジャバサ号（KA S12A列車）は110分遅延した[22]。
- 2022年11月7日、レンガ駅構内1番線に停止していたババランジャン線の2本の列車、CC205 21 20とCC205 13 16が牽引する3056A列車と、機関車CC205 13 37とCC205 13 33が牽引する3031A列車が正面衝突した[23]。正面衝突の結果、衝突した4両の機関車は大きな損傷を受け、KA3031A列車の2両のオープン客車と2両のKA3056A列車の客車が脱線し、KA3056A客車の8両のオープン客車が32車軸が脱線した。この事故で死者は出なかったが、事故により列車の運行が14時間にわたって中断され、すべての旅客列車と貨物列車の運行が中止された[24]。

## ギャラリー

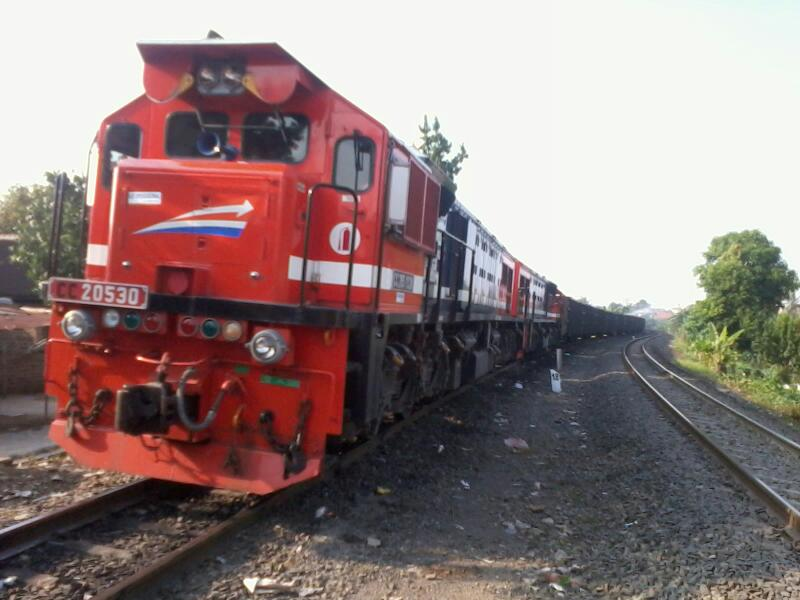
ババランジャン号を牽引中のCC205 13 24号機 と CC205 13 03号機
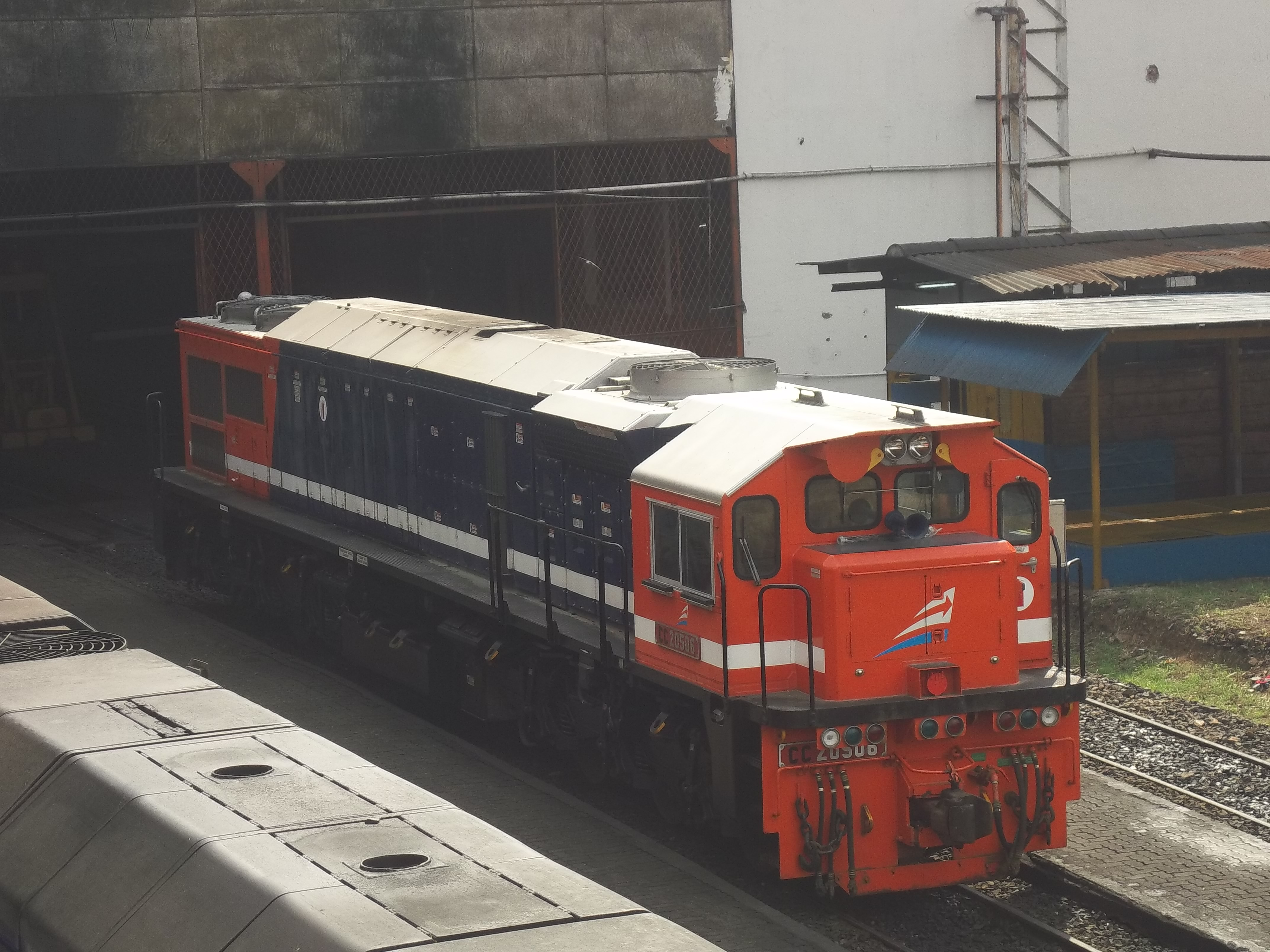
タンジュンカラン機関区の CC205 11 06号機
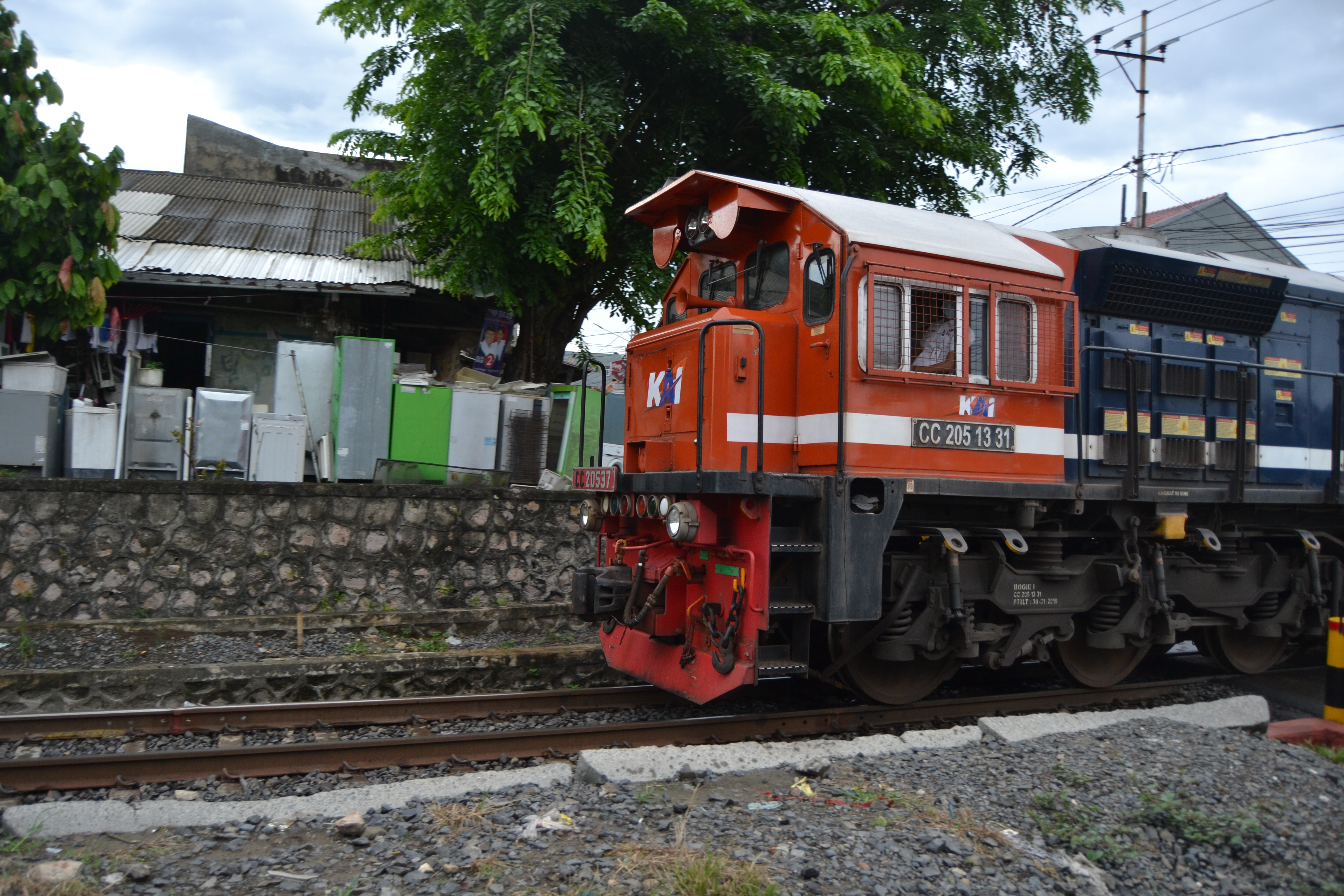
CC201形のような側面ガラス形状のCC205 13 31号機
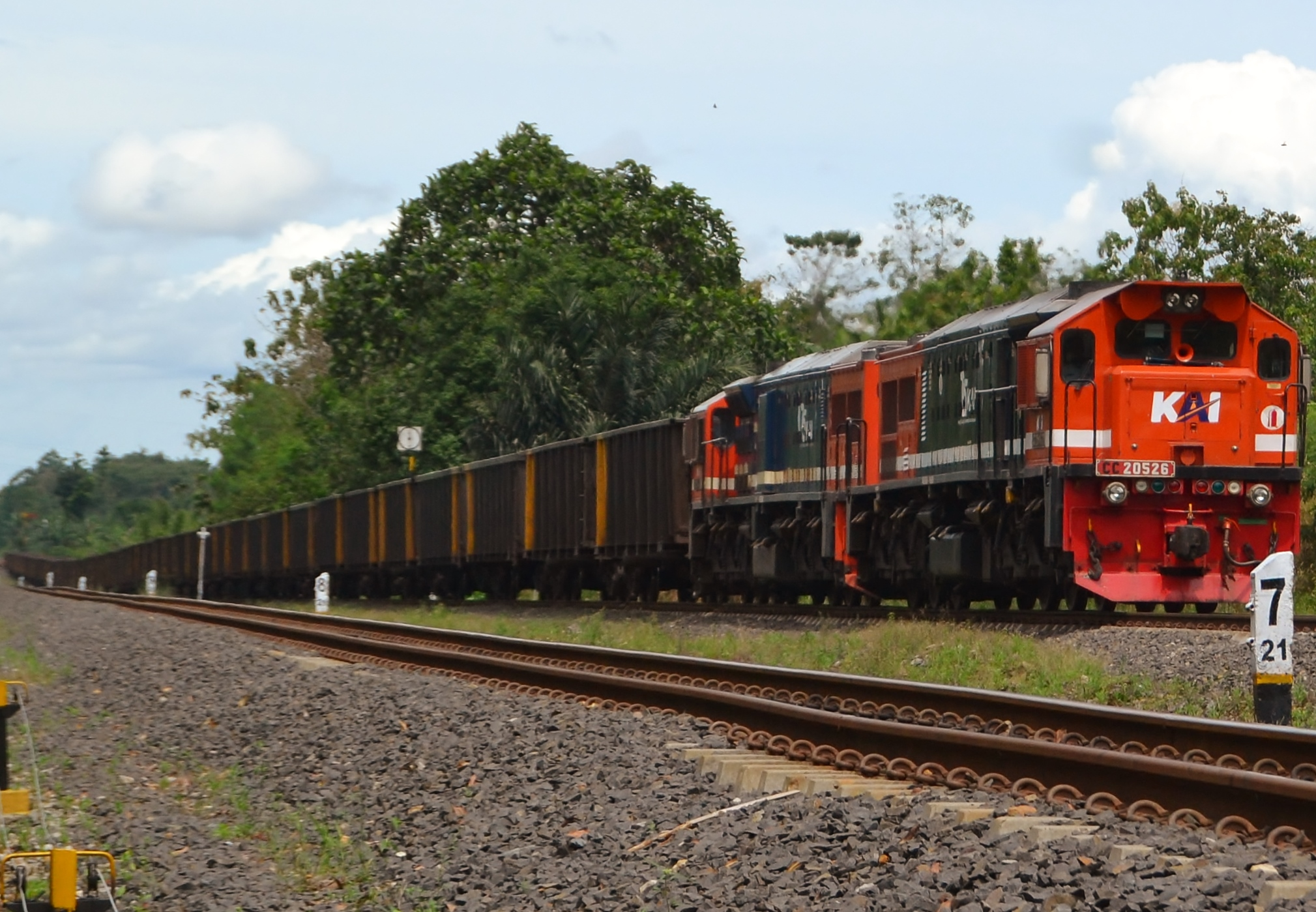
2020年版KAIロゴをつけたCC205形のババランジャン号がゲドゥンラトゥ駅に到着
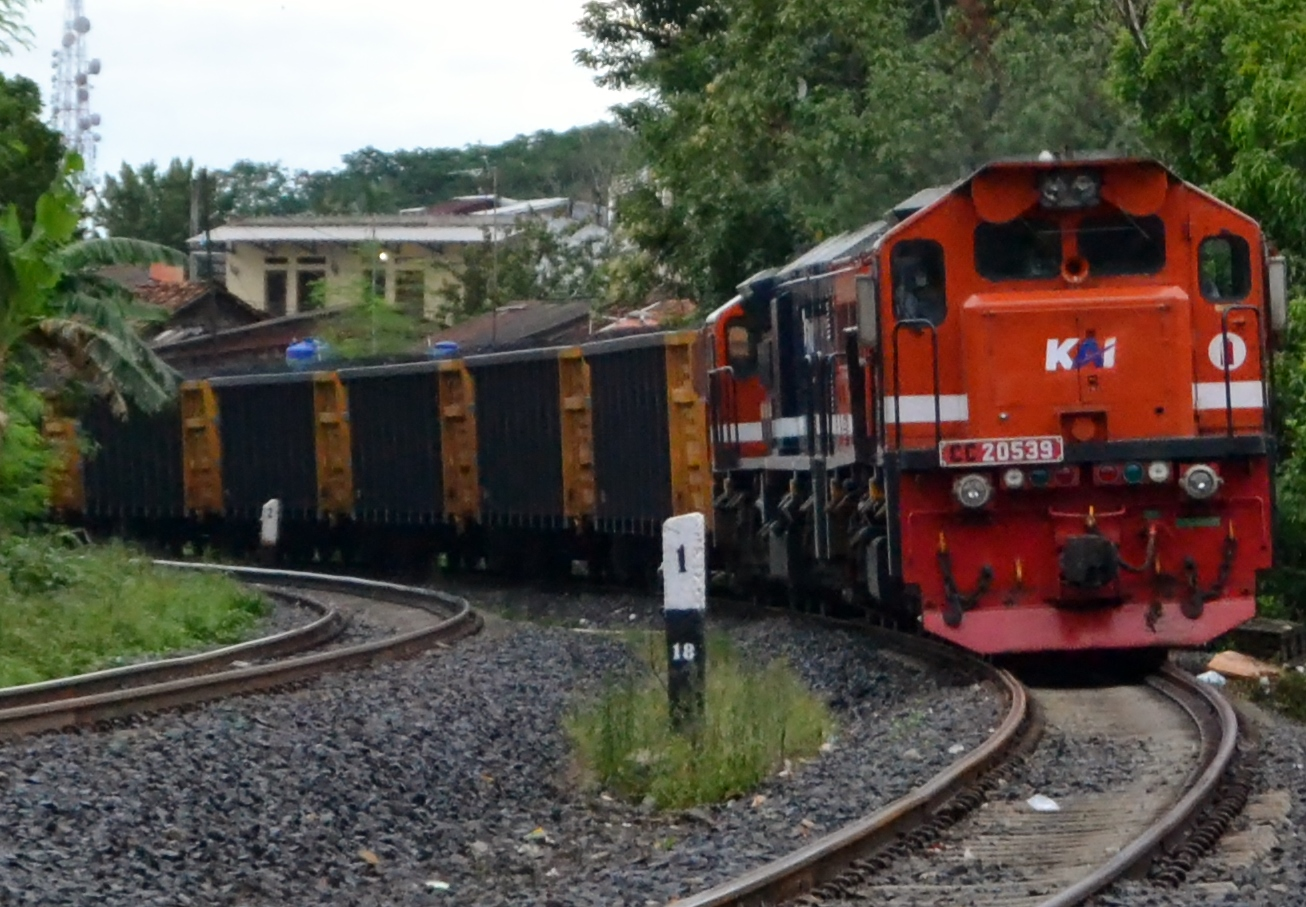
カンプン・バル駅でのCC205 13 33号機
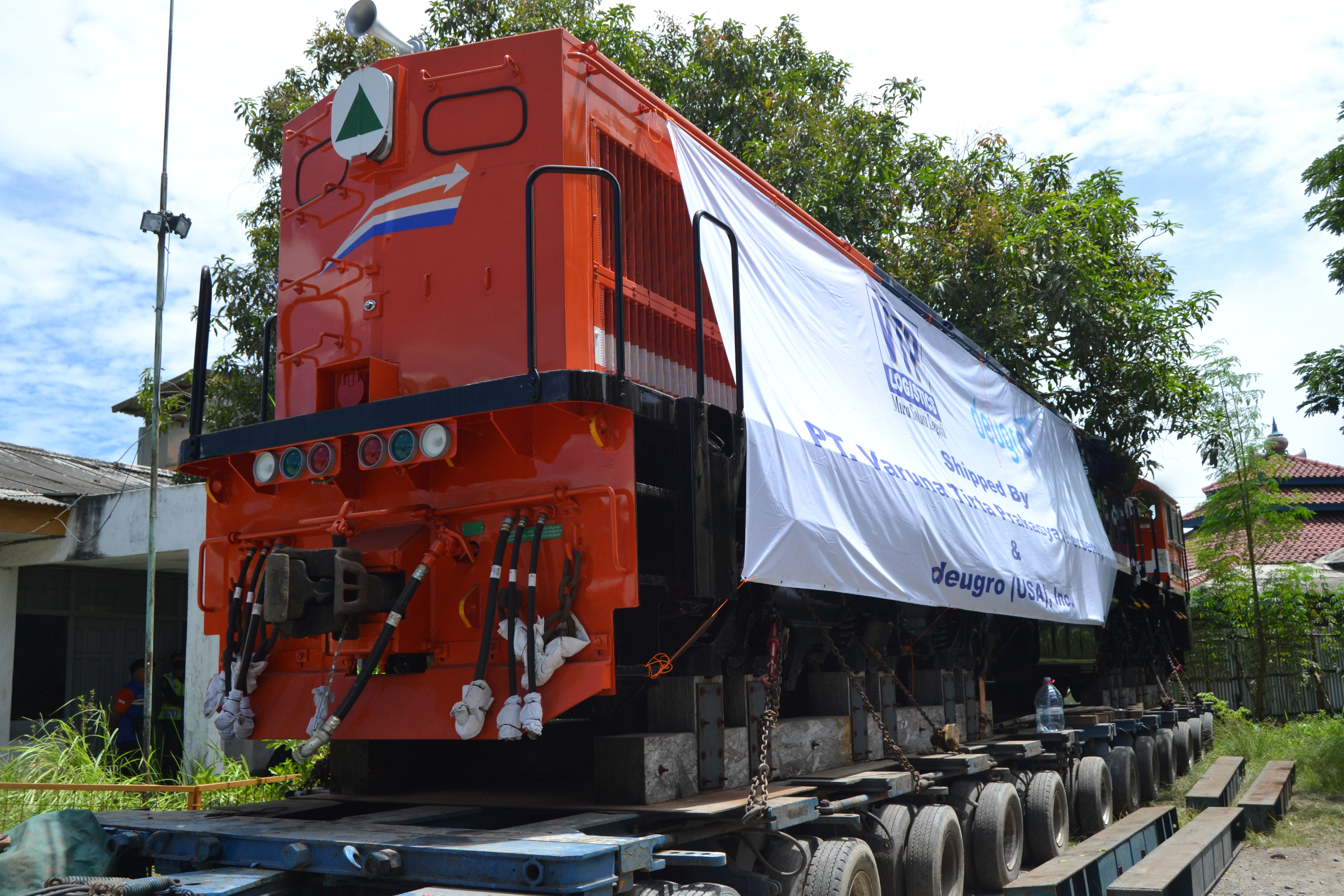
プログレス・レールで修理を終えた CC205 13 15号機がピダーダ駅に到着した様子。
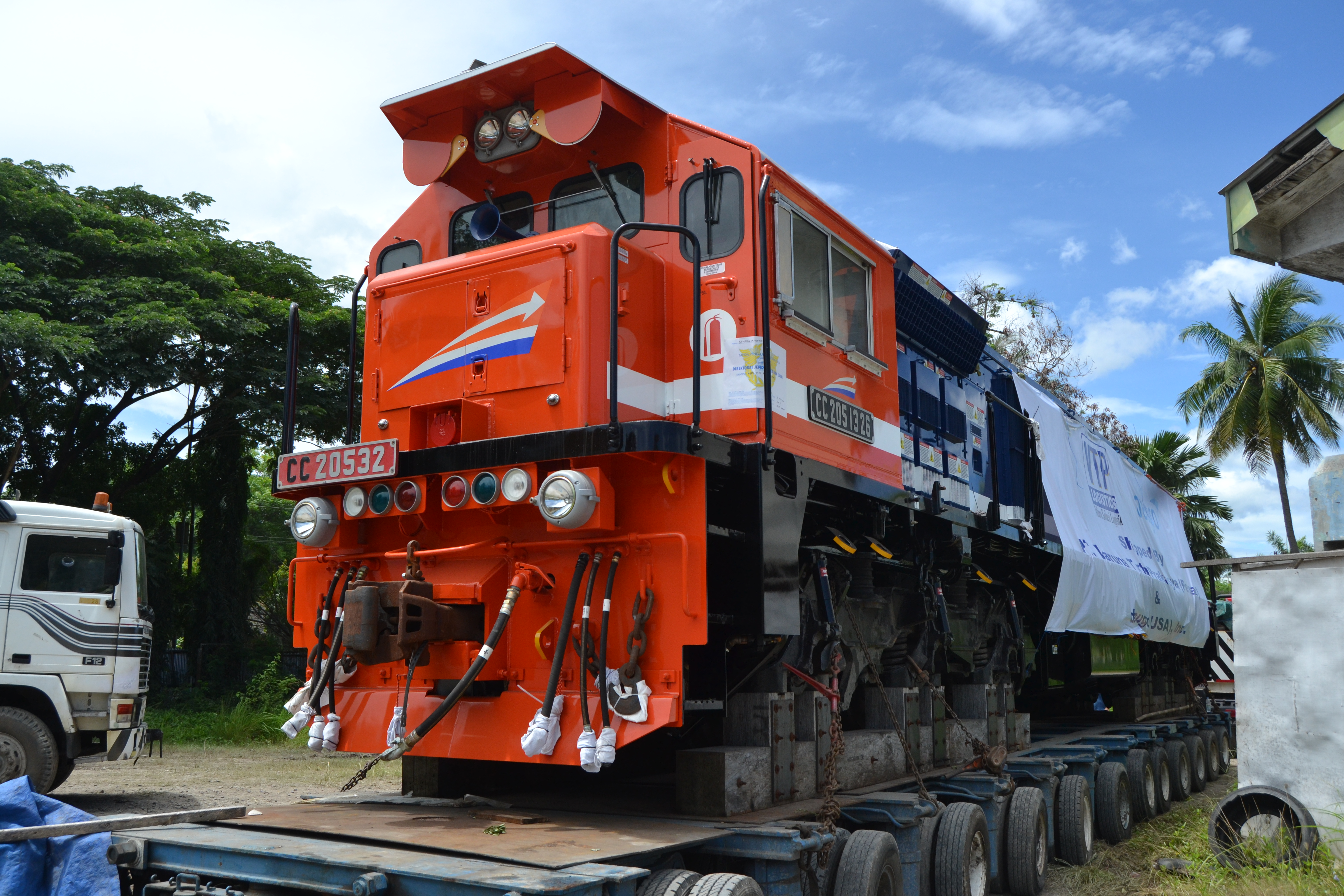
プログレス・レールで修理を終えた CC205 13 26号機がピダーダ駅に到着した様子。
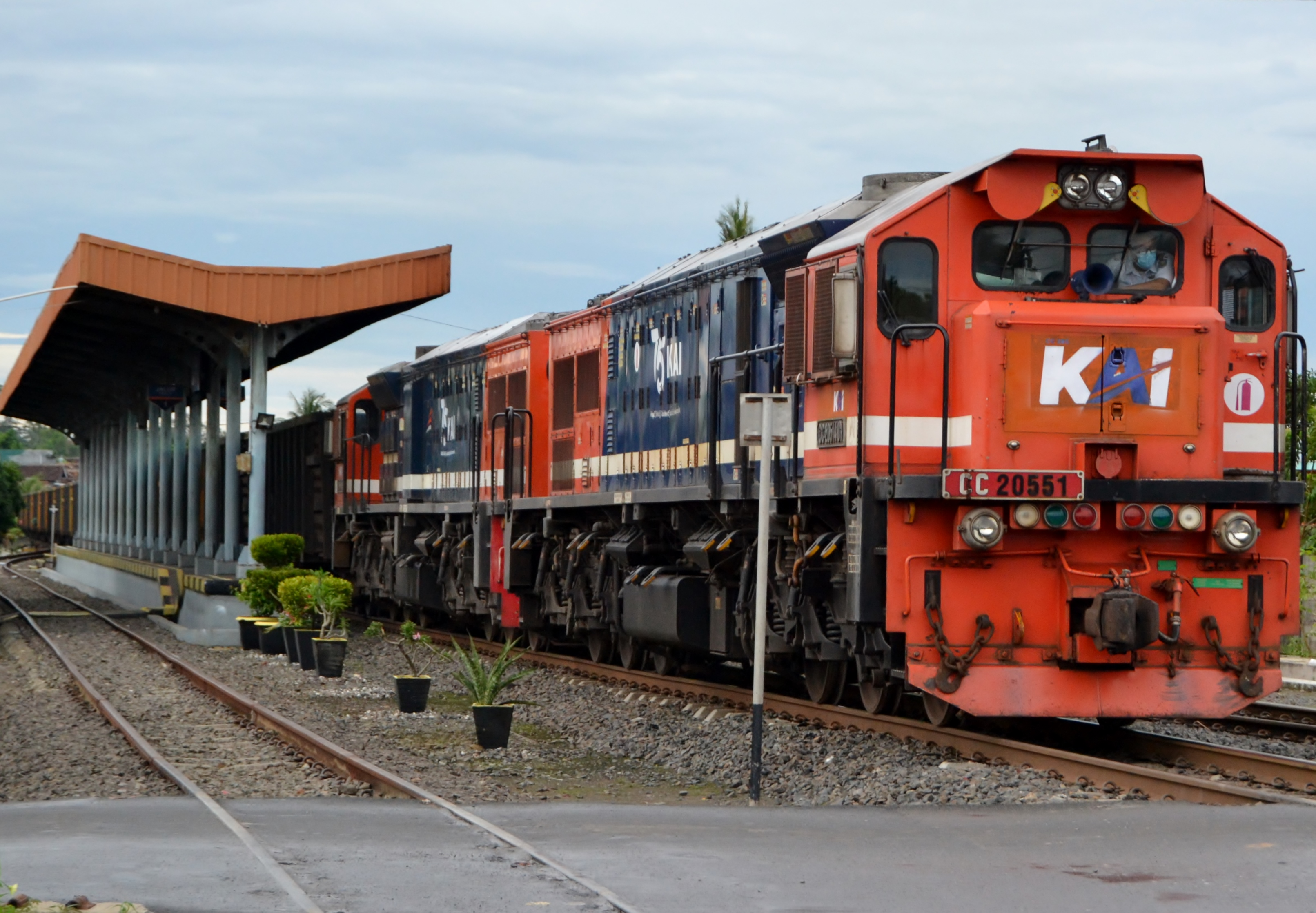
ラブアン・ラトゥ駅に到着した CC205 14 01号機が牽引するババランジャン号
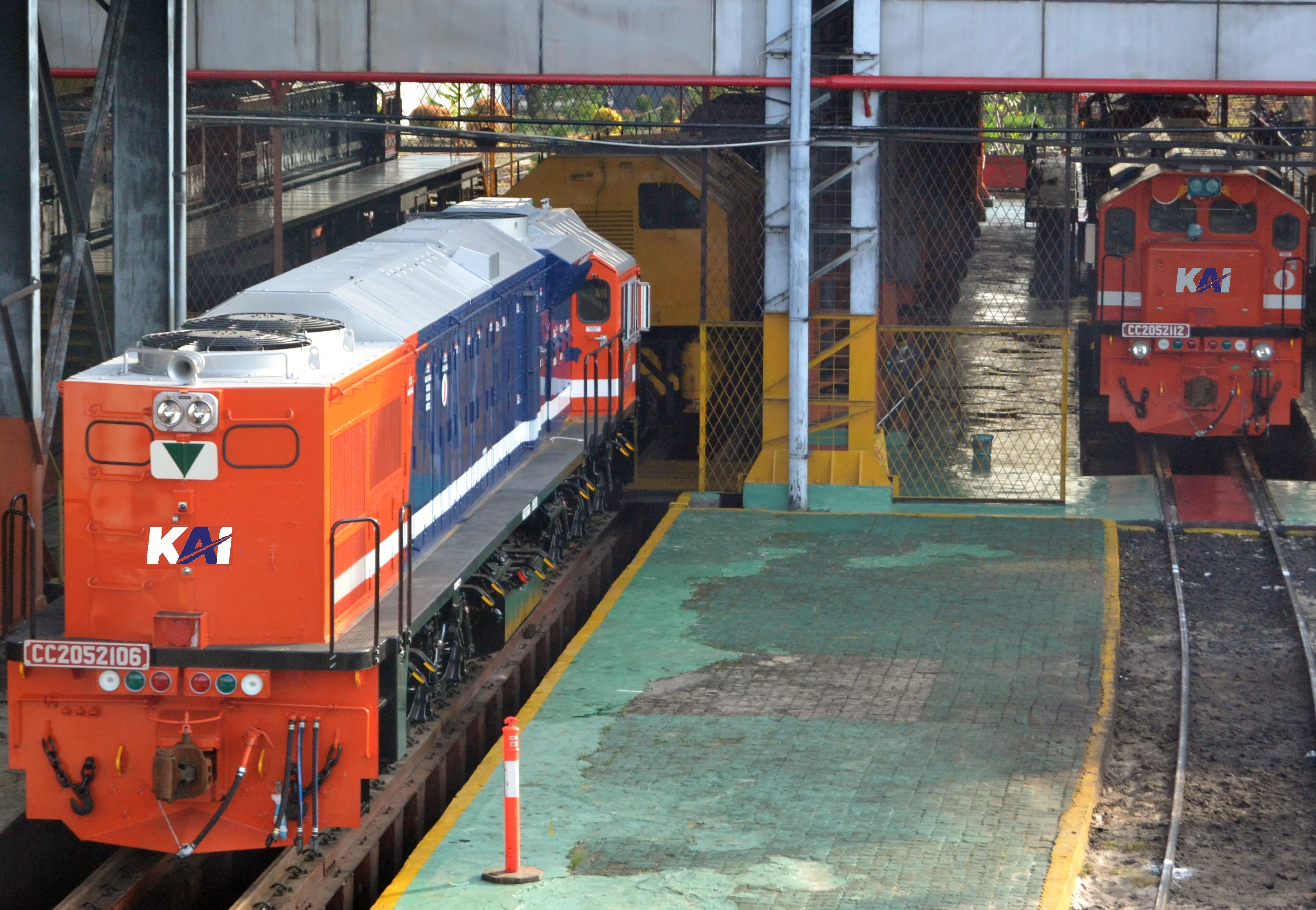
タンジュン カラン機関区で検査を受けてる CC205 21 06号機、CC205 21 12号機
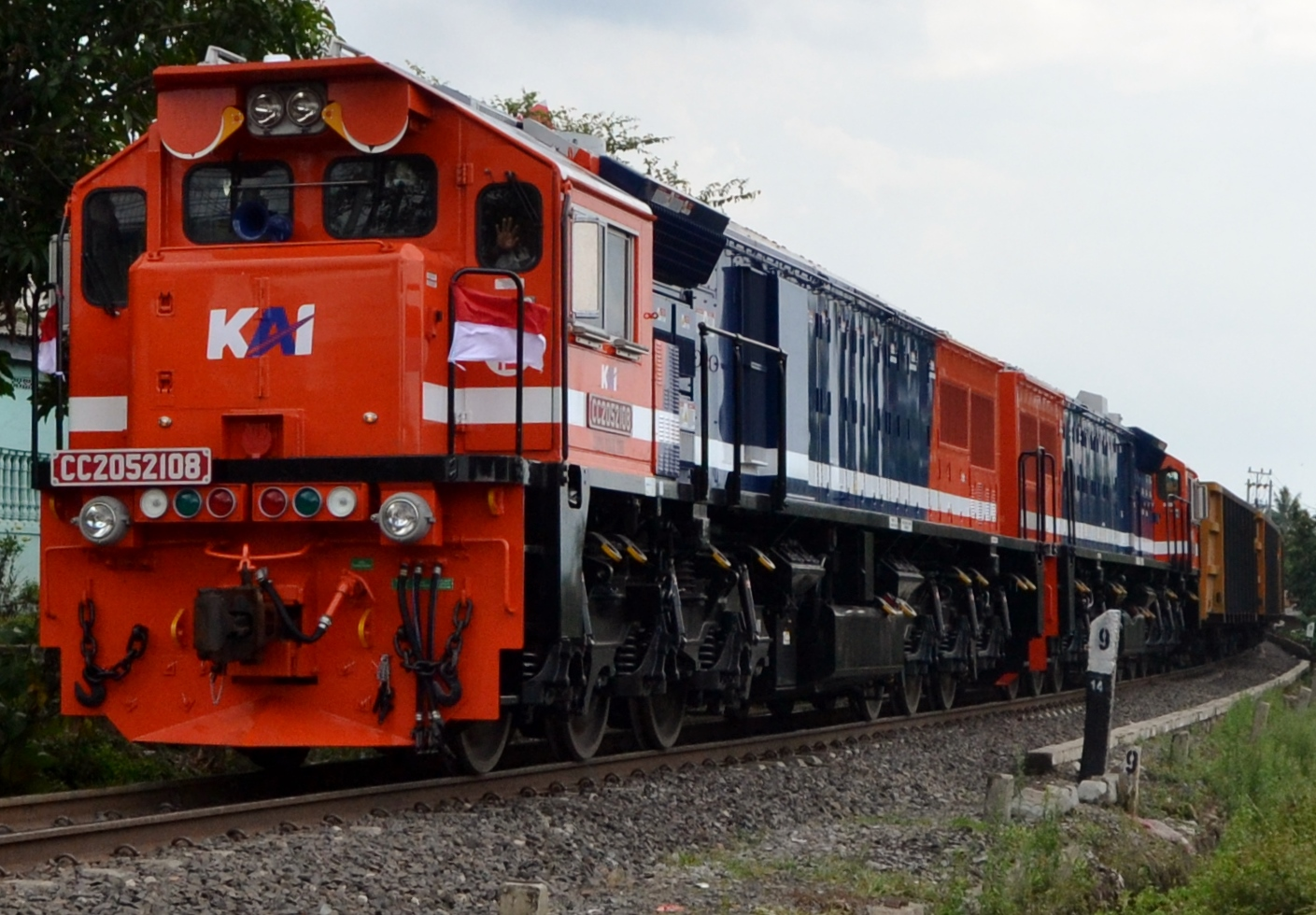
インドネシア国旗を掲げながら、CC205 21 08号機とCC205 21 01号機が牽引するババランジャン号
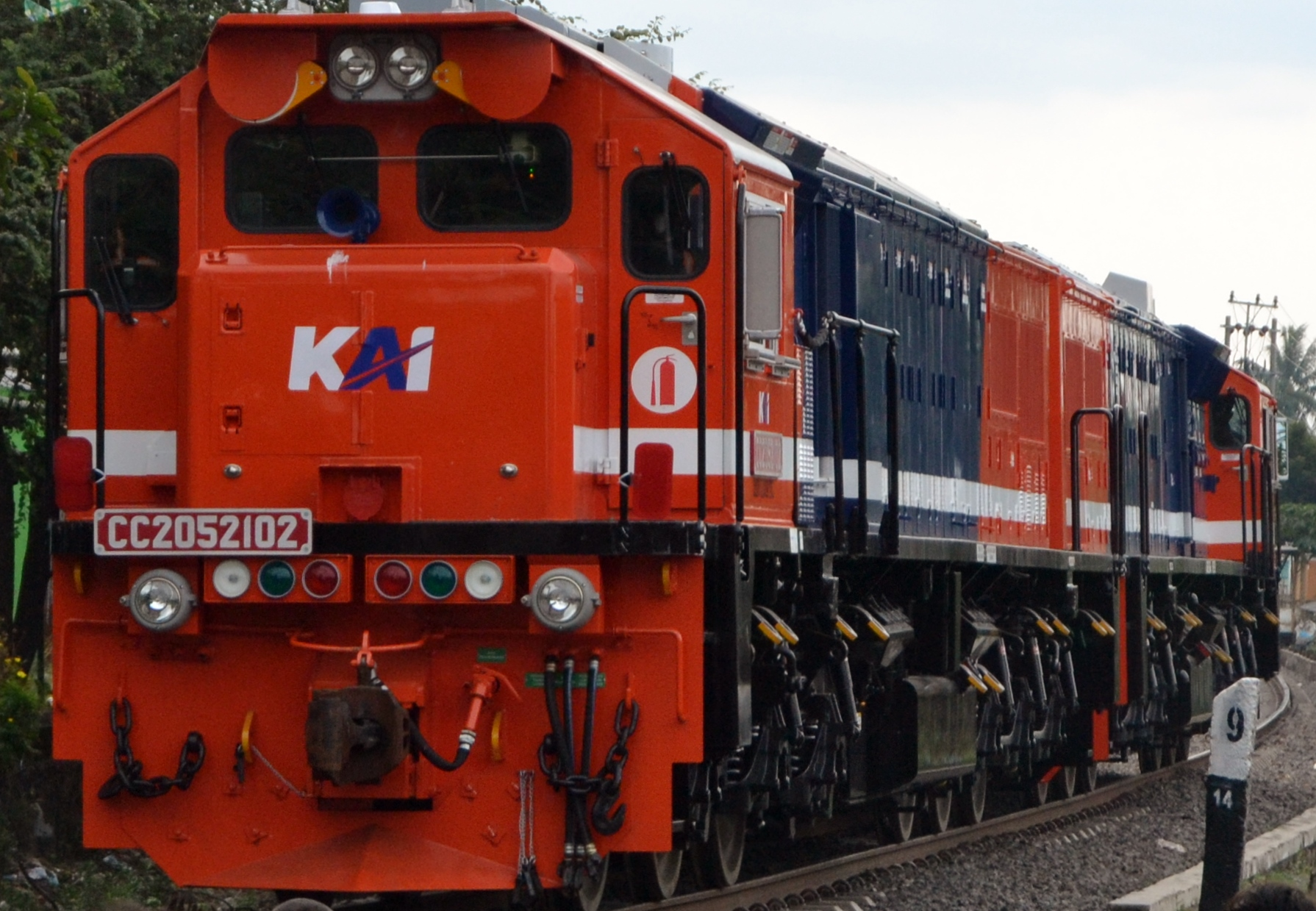
試験走行中のCC 205 21 02号機。
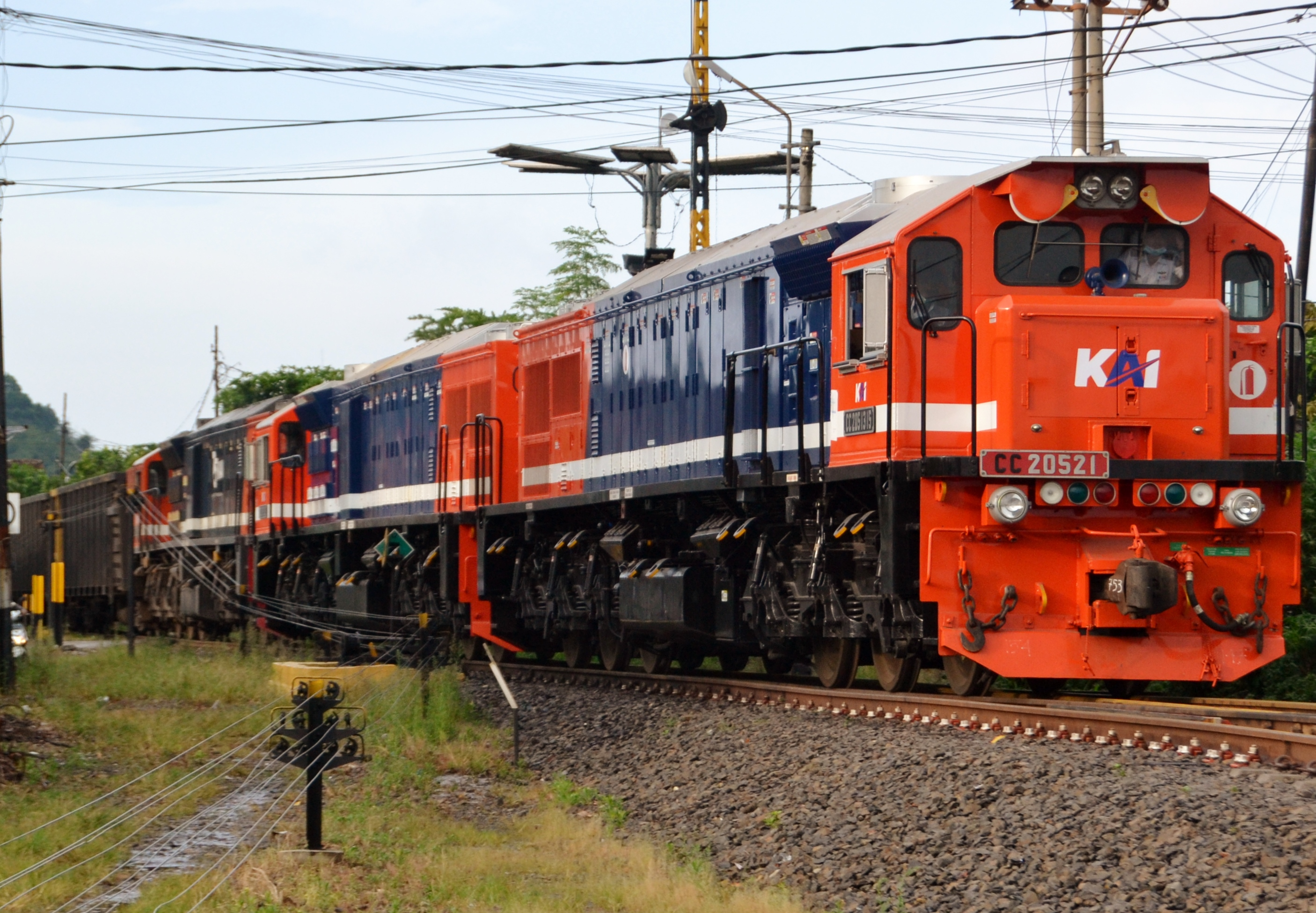
ネゲリ・アグン駅で事故を起こした機関車CC205 13 15号機とCC205 13 26号機が、ババランジャン号を牽引していたCC205 13 05と連結されている。
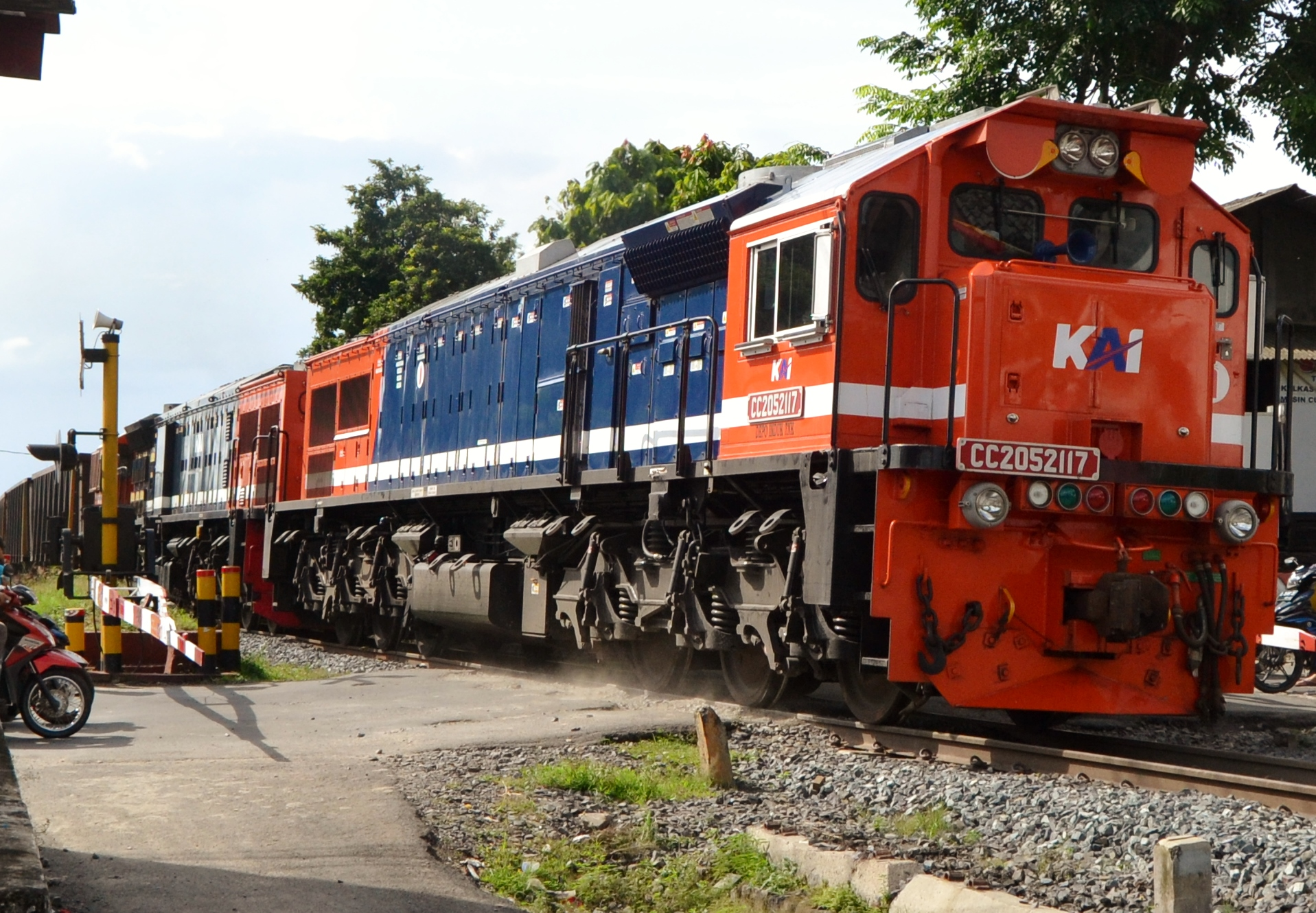
CC205 21 17号機とCC205 21 13号機が牽引するババランジャン号
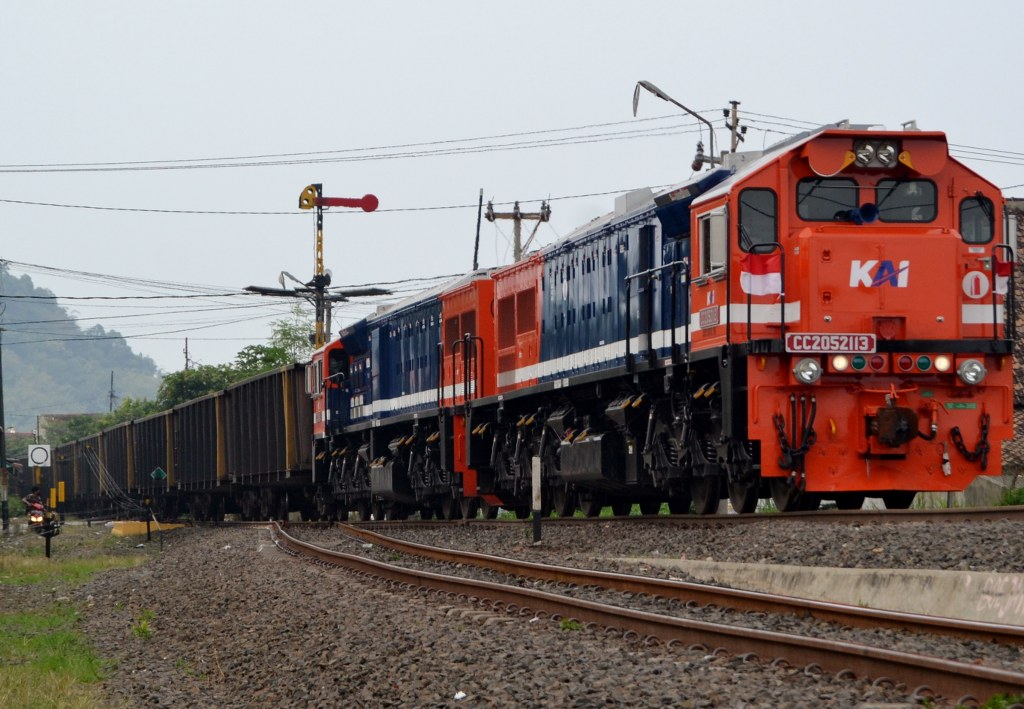
インドネシア国旗を掲げながら、CC205 21 13号機とCC205 21 09号機が牽引するババランジャン号
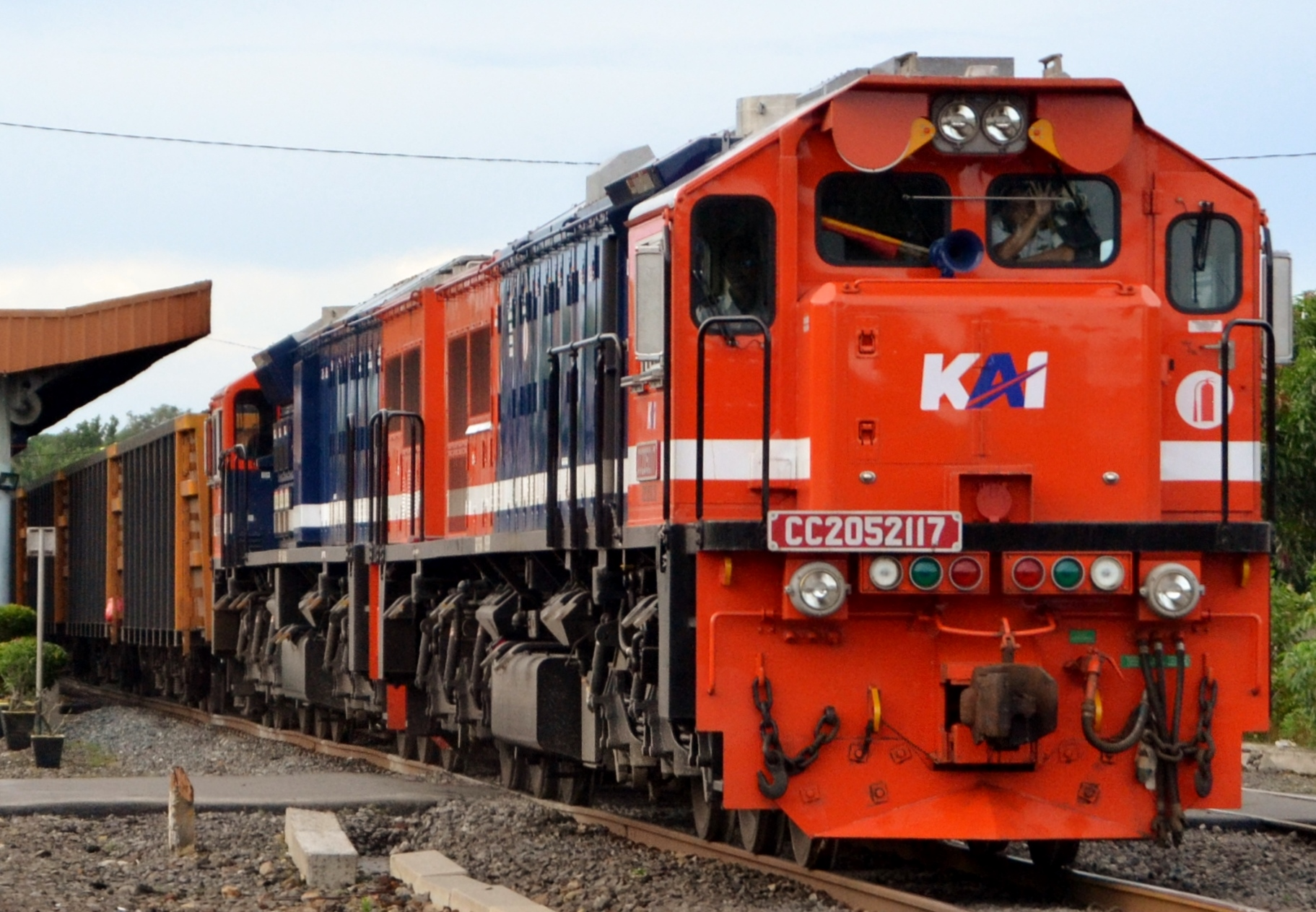
ラブアン・ラトゥ駅を通過する CC 205 21 17号機とCC 205 21 10号機によるババランジャン号
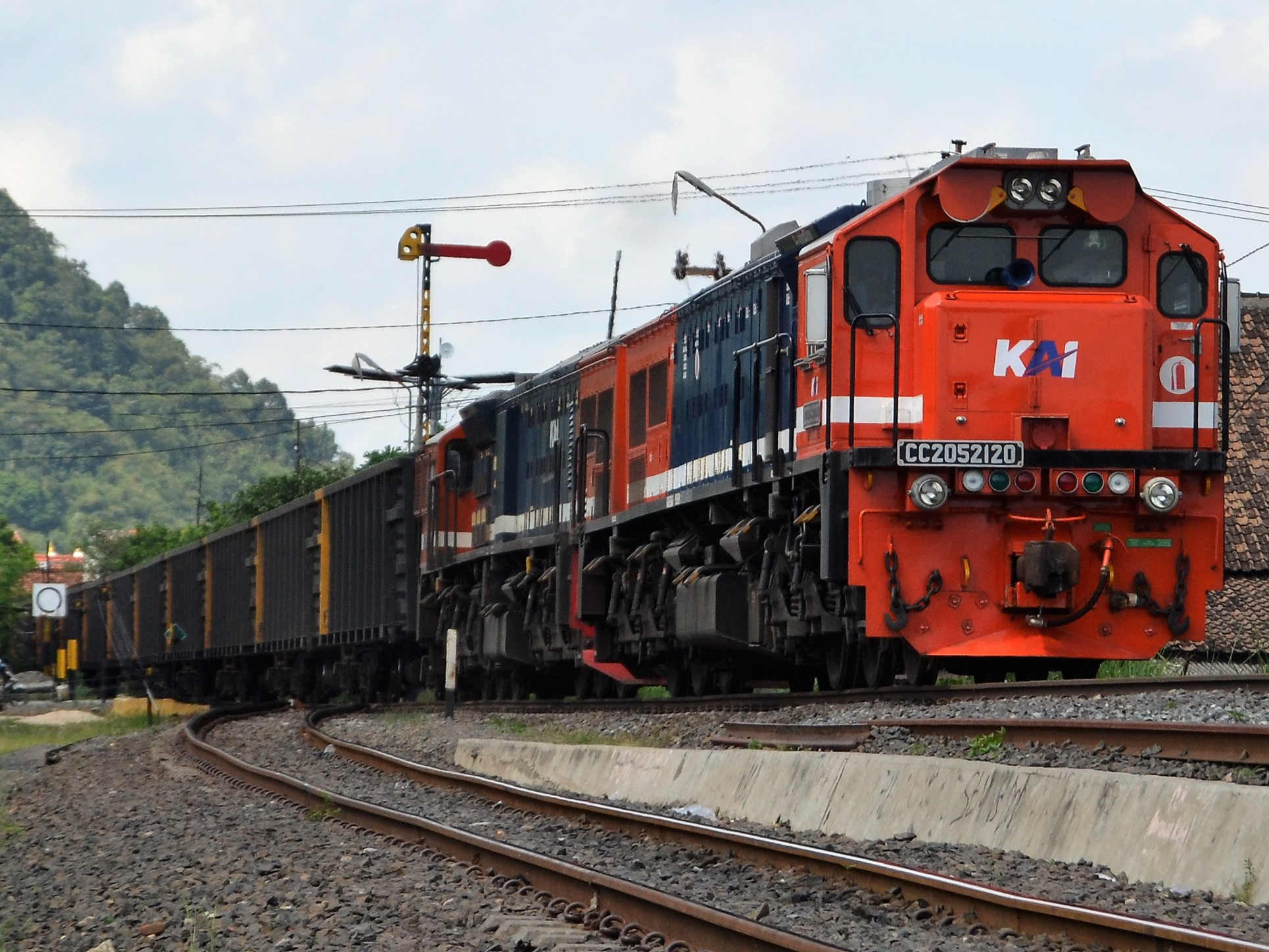
レンガス駅で事故を起こした機関車 CC 205 21 20 号機は、ババランジャン号で CC 205 13 31 に連結されていた。